# Chmeliště (przystanek kolejowy)
Chmeliště – przystanek kolejowy w miejscowości Chmeliště, w kraju środkowoczeskim, w Czechach. Znajduje się na wysokości 405 m n.p.m..
Jest zarządzany przez Správę železnic. Na przystanku nie ma możliwości zakupu biletu, a obsługa podróżnych odbywa się w pociągu.

## Linie kolejowe
- 014 Kolín – Ledečko